# Mari Rika
Mari Rika (麻里 梨夏 (Ma-Lý Lê-Hạ) 9 tháng 6 năm 1993 –) là một nữ diễn viên khiêu dâm người Nhật Bản. Cô thuộc về công ti C-more Entertainment.

## Sự nghiệp・Đời tư
Cô sinh ra tại tỉnh Chiba. Tháng 3/2014, cô ra mắt ngành phim khiêu dâm với tư cách là nữ diễn viên độc quyền của hãng phim S1 với hình tượng là một nữ diễn viên kiểu loli shortcut, và thường diễn các vai nữ sinh trung học và người em gái. Các công ti chủ quản của cô lần lượt là Lotus Group, Funstar Promotion, CLAP, và sau đó là C-more Entertainment.
Sở thích của cô là chơi các trò RPG và đọc sách, còn kĩ năng đặc biệt của cô là nấu ăn. Lần đầu cô quan hệ tình dục là vào năm 19 tuổi, với một người tự giới thiệu là thành viên ban nhạc.
Tên diễn đầu tiên của cô là Narumi Urumi (成海 うるみ). Sau đó, vào năm 2015 cô đã đổi tên diễn thành Hirose Riria (広瀬 りりあ) (ngày 1/4), Nagisa Urumi (渚 うるみ) (ngày 9/6) rồi đổi thành Mari Rika vào tháng 1/2016.
3/9/2019, cô thông báo trên Twitter rằng sẽ dừng các hoạt động phim khiêu dâm sau các buổi quay vào tháng 10/2019.
Mặc dù cô đã tạm ngưng các hoạt động phim khiêu dâm vào ngày 31/1/2020, cô tiếp tục thuộc về công ti C-more Entertainment.
25/12/2020, cô thông báo sẽ tiếp tục các hoạt động phim khiêu dâm vào năm 2021. Vào cùng ngày, tài khoản Twitter chính thức của Honnaka thông báo cô sẽ trở lại ngành với tư cách là nữ diễn viên độc quyền của hãng này bắt đầu từ phim phát hành ngày 25/1/2021.
14/9/2021, cô đã thông báo nghỉ việc trên Twitter.